# Caradrina psammopsis
Caradrina psammopsis är en fjärilsart som beskrevs av Charles Boursin 1968. Caradrina psammopsis ingår i släktet Caradrina och familjen nattflyn. Inga underarter finns listade i Catalogue of Life.